# كوجك جكمجة
كوجك جكمجة هي إحدى أحياء مدينة إسطنبول. تقع في الشطر الأوربي من المدينة.يقدر عدد سكانها بـ 785 ألف.

## أصل الكلمة
هناك آراء مختلفة بين المؤرخين فيما يتعلق بأصل اسم كوجك جكمجة. تكلم أحد المؤرخين في مقال. وأوضح أن المنطقة أخذت اسم كوجك جكمجة على النحو التالي: «تم دفع أكوام سميكة جدًا في المستنقع وامتدت الحبال بينهما. كان الركاب يملأون طوفًا كبيرًا، ويطفو البائعون بالطوف إلى الجانب الآخر من القناة ويأخذون ممر البحيرات» كوجك جكمجة «و» بويشيك. الا انه وعلى الرغم من أن اسم «السحب» يُنسب إلى المنخفضات في هذه المنطقة، إلا أنه يمكن القول أن أقرب افتراض للحقيقة يتم تقديمه بواسطة المجموعات المحبوسة التي تم سحبها وفتحها في القناة لصيد الأسماك التي تدخل البحيرة. علاوة على ذلك، يشار إلى المنطقة أيضًا باسم "Çekmek-i Küçük" في كتب المؤسسة العثمانية.

## التاريخ
يعتبر تاريخ منطقة كوجك جكمجة بطريقة ما تاريخ اسطنبول. اذ ان إمبراطورية هيمنت على اسطنبول هي بالتأكيد هيمنت على منطقة كوجك جكمجة. في الأجزاء العليا من كوجك جكمجة، في المنطقة المسماة تيبوستو اليوم، كانت هناك مدينة قديمة تسمى ريجيون. مر عبر إجناتيا، أحد أهم الطرق التي تربط الإمبراطورية الرومانية ببيزنطة، عبر ريجيون. ويذكر في مصادر مختلفة أن هذه المنطقة انهارت بفعل زلزال كبير منتصف القرن. أقدم مستوطنة في منطقة كوجك جكمجة هي كهوف يريمبورغاز الواقعة في الجزء الشمالي من بحيرة كوجك جكمجة. اذ تم تسويتها هنا منذ العصر الحجري القديم. المواقع التاريخية في هذه المنطقة، التي يعود تاريخها إلى العصر القديم، هي: كهوف يريمبورغاز، التي تغطي ما بين 730.000 و 130.000 سنة قبل اليوم، ونقوش ريجيون بين القرن الثاني قبل الميلاد والقرن الثاني الميلادي. أمين الصندوق الخاص لـالسلطان سليم الأول، مقبرة السيد عبد السلام وجسر المعيمار سنان من القرن السابع عشر ونافورة ساحة كوجك جكمجة من القرن الثامن عشر.

## الجغرافيا
تنتشر كوجك جكمجة على مساحة أقل تموجًا في سهول واسعة. اذ تزداد الارتفاعات الداخلية على شواطئ البحر والبحيرات. يصل ارتفاع التلال الشمالية إلى 200 متر. تتميز الوديان بمظهر مميز، نظرًا للطبيعة المورفولوجية (الشكل) للبحيرة في المنطقة، فهي بحيرة كاملة ونموذجية (بجانب الماء).كما تعتبر إنها واحدة من البحيرات النادرة في العالم وعجائب طبيعية. اذ ان طول الجداول في منطقة المقاطعة وأنظمة المياه، ذات معدلات تدفق غير منتظمة. إضافة إلى ان بعضهم ظل في المستوطنات والمناطق الصناعية بسبب التطور السريع والتصنيع، فقد تحولوا إلى تيارات تصب النفايات الصناعية والحضرية في البحر.

### البحيرات

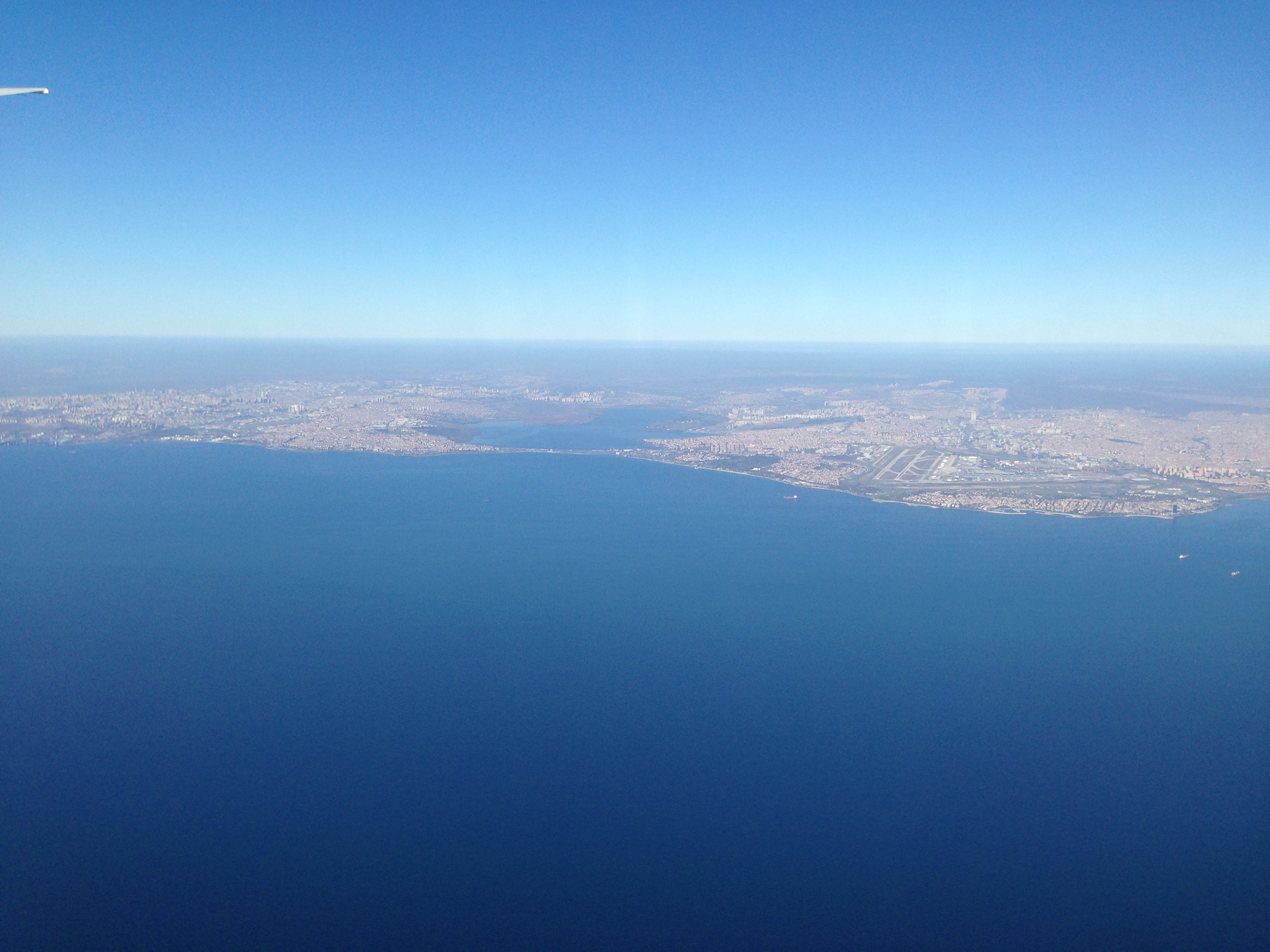
بحيرة كوجك جكمجة

لعل أبرز البحيرات في هذه المنطقة هي بحيرة كوجك جكمجة التي تقع على بعد 15 كم غرب اسطنبول وتغطي مساحة 14 كم. نتيجة ذوبان الجليد في الفترة الجيولوجية الأخيرة.
و بعد ارتفاع مستوى سطح البحر، انقسم مضيق جنان قلعة وامتلأت حفرة مرمرة، وغرقت أفواه الوادي القديم بسبب هذا الغزو البحري وظهرت «ريا» نتيجة الخليج، ومع الوقت، أصبح الطوق الساحلي بحيرة.
على الرغم من إغلاق مصب البحيرة بواسطة الطوق الساحلي، إلا أن اتصال البحيرة بالبحر يتم توفيره من خلال ممر بعمق 1.5 متر. لهذا السبب فإن مياه البحيرة شبه مالحة. ومع ذلك، بسبب الزيادة الأخيرة في البناء وتقلص الأنهار التي تغذي البحيرة، نادرًا ما يتم توصيل هذا الممر. بحيرة كوجك جكمجة، المحاطة بـالحجر الجيري، ومارل الرمل والحجر الجيري الميوسيني العلوي، يغذيها مجرى نقّاش إلى الشرق، ومجرى أشكينوز إلى الغرب وسازليديري بينهما. في حين كان هناك الكثير من الأسماك في بحيرة كوجك جكمجة، تأثرت حياة الأسماك سلبًا نتيجة تلوث البحيرة بالمخلفات المنزلية والصناعية بعد السبعينيات. كما أدى هذا التلوث إلى منع مشروع الانتفاع عن طريق نقل مياه البحيرة إلى سد بيوك شكمجة، وتعذر استخدام خط النقل الذي اكتمل في عام 1992. على الرغم من انخفاض النفايات الصناعية إلى حد كبير حيث تُركت أعمال التجميع التي بدأت لمنع تلوث بحيرة كوجك جكمجة غير مكتملة، لا تزال النفايات المنزلية تتدفق إلى البحيرة. نتيجة لذلك، لا تزال بحيرة كوجك جكمجة مليئة بالمغذيات تمامًا (استنفاد الأكسجين، تدهور جودة المياه، الخضرة نتيجة الزيادة المفرطة للفوسفات والمغذيات النيتروجينية في البيئات المائية).

### نهر سازليديري
مشكلا 40 كم. سازليديري هو أهم نهر في اسطنبول يتدفق إلى بحيرة كوجك جكمجة.وهو يتدفق في الاتجاه الجنوبي الشرقي، ويجمع مياه الأحواض المائية الصغيرة في جنوب قرية دورسون. ويصب في البحيرة بعد توسيع قاعدته بالقرب من بحيرة كوجك جكمجة. سازليديري، الذي يبلغ مساحته 84 كيلومتر مربع من الأمطار، يبلغ متوسط معدل تدفقها 0.928 متر مكعب / ثانية في محطة البوسنا. ويبلغ متوسط حجم المياه السنوي حوالي 35 مليون متر مكعب. نظرًا لحقيقة أن سازليديري تم تحويله إلى سد بما في ذلك قرية ساملار القديمة وأغلقت أغطية ها للحفاظ على المياه، فقد حُرمت بحيرة كوجك جكمجة من هذا المصدر المهم الذي يغذيها نفسها.

### جدول نقاش
إنه ثاني نهر مهم يتدفق إلى بحيرة كوجك جكمجة. جدول نقاش، الذي يجمع مياه الحوض الصغير في شمال بحيرة كوجك جكمجة، تبلغ مساحته التقريبية 43 كيلومتر مربع. معدل التدفق 0.344 متر مكعب / ثانية ومتوسط حجم المياه السنوي 14 مليون متر مكعب.

## الحياة الإجتماعية
يتم حاليا تنفيذ الإنشاءات في جزء كبير من المنطقة وفقًا لخطة تقسيم المناطق والشروط الفنية. في المنطقة، حيث يتم ملاحظة الإسكان الفردي بشكل عام، منذ ان تسارعت عمليات إنشاء «الإسكان الجماعي» منذ التعسينيات، فقد زاد الطريق السريع TEM الذي يمر عبر هذه المنطقة من خيارات النقل بين إكيتيلي وإسطنبول. علاوة على ذلك، بدأت المنطقة تكتسب أهمية نتيجة لتقصير وقت النقل. من ناحية أخرى، فإن الاستثمارات في المنطقة الصناعية المنظمة، والتي تمت بشكل واضح، قد عجلت من تطوير الصناعة هنا. اذ ان منطقة كوجك جكمجة هي في الأساس منطقة صناعية مكثفة. يوجد أكثر من 200 مصنع كبير وموقع صناعي تجاري وحوالي 10000 مؤسسة وورشة صناعية مسجلة لدى البلدية داخل حدود المنطقة. لذلك يمكننا القول أن كثافة السكان تتكون من العمال وأسرهم. ضمن حدود المنطقة، تواصل المنطقة تطورها السريع باستثمارات مثل المنطقة الصناعية المنظمة في إيكيتيللي بـ 49 تعاونية و 33.000 مكان عمل. بالإضافة إلى انه هناك 4 مراكز ثقافية في كوجك جكمجة: مركز الثقافة والفنون (CKS)، مركز حلكالي للثقافة والفنون (HKSM)، مركز سيفاكوي للثقافة والفنون (SKSM) ومركز يحيى كمال بياتلي للفنون المسرحية (YKB).

## الثقافة
بالإضافة إلى المدارس الرسمية التي يبلغ عددها 96، هناك ما مجموعه 12 مدرسة خاصة. و 3 مدارس ابتدائية، و 4 ثانوية بالإضافة إلى 3 جامعات في المنطقة: جامعة إسطنبول آريل، وجامعة إسطنبول أيدين، وجامعة الزعيم صباح الدين.

## الرياضة
ان الرياضة التي لعبت من قبل المنطقة استمرت في العمل حتى يومنا هذا كمثل اتحاد كرة السلة في اسطنبول تركيا منذ عام 2009 ، ويمثل الدوري في البنية التحتية ويقع نادي كوتشوك شكمجة لكرة السلة للشباب والرياضة. كما يوجد ملعب لكرة القدم يسمى: ملعب كوجك جكمجة متين اوقطاي في المنطقة. كما اعتبر وجود ملعب أتاتورك الأولمبي بسعة 80.000 شخص في المنطقة كعامل جذب للسياح.

## المصدر
1. ↑  GeoNames (بالإنجليزية), 2005, QID:Q830106
2. ↑  سالنامه 1318 هـ (الرابط) نسخة محفوظة 15 ديسمبر 2019 على موقع واي باك مشين.
3. ↑  السكان والبنية الديموغرافية - İstanbul Büyükşehir Belediyesi نسخة محفوظة 07 مارس 2016 على موقع واي باك مشين. [وصلة مكسورة]
4. ↑   Küçükçekmece Belediyesi13 Ekim 2005 tarihinde Wayback Machine sitesinde arşivlendi.
5. ↑  Başbakanlık İstatistik Genel Müdürlüğü (1961). "1955 Genel Nüfus Sayımı: Vilâyet, Kaza, Nahiye ve Köyler itibariyle nüfus" (PDF). sehirhafizasi.sakarya.edu.tr. 6 Mart 2019 tarihinde kaynağından arşivlendi (PDF). Erişim tarihi: 18 Şubat 2020
6. ↑   "2000 genel nüfus sayımı> verileri". Türkiye İstatistik Kurumu. 3 Kasım 2012 tarihinde kaynağından (html) arşivlendi. Erişim tarihi: 3 Kasım 2012.
7. ↑  T.C. İstanbul Valiliği (Etkinlik İstanbul) / Küçükçekmece'deki Etkinlikler
8. ↑   T.C. İstanbul Valiliği (Harika İstanbul) / Küçükçekmece İlçesi Tanıtımı
9. ↑   "2015 genel nüfus sayımı verileri"(html) (Doğrudan bir kaynak olmayıp ilgili veriye ulaşmak için sorgulama yapılmalıdır). Türkiye İstatistik Kurumu. Erişim tarihi: 13 Nisan 2016
10. ↑   "2010 genel nüfus sayımı verileri". Türkiye İstatistik Kurumu. 3 Kasım 2012 tarihinde kaynağından (html) arşivlendi. Erişim tarihi: 3 Kasım 2012.
11. ↑   ^ "2009 genel nüfus sayımı verileri". Türkiye İstatistik Kurumu. 3 Kasım 2012 tarihinde kaynağından (html) arşivlendi. Erişim tarihi: 3 Kasım 2012